# Celastrus flagellaris
Celastrus flagellaris är en benvedsväxtart som beskrevs av Franz Josef Ivanovich Ruprecht. Celastrus flagellaris ingår i släktet Celastrus och familjen Celastraceae. Inga underarter finns listade.